# Herren von Roßwag

Wappen des edelfreien Geschlechts von Roßwag

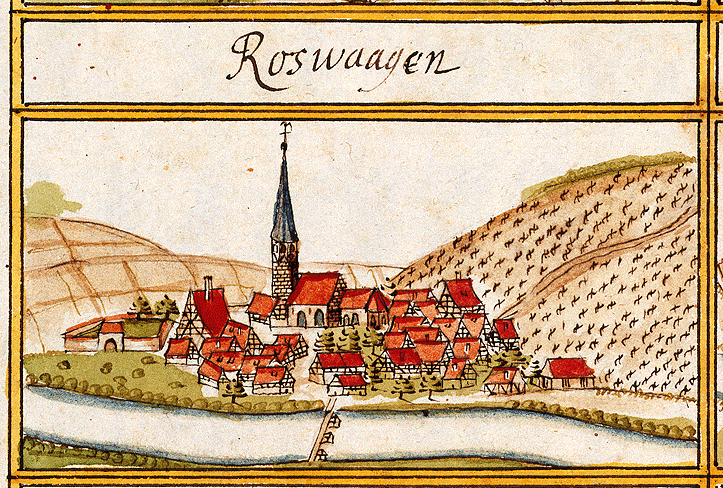
Roßwag im Kieserschen Forstlagerbuch von 1682

Die Herren von Roßwag waren Edelfreie, die ihren Stammsitz bei der gleichnamigen Gemeinde Roßwag hatten, die heute zur Stadt Vaihingen an der Enz in Baden-Württemberg gehört. Sie hatten eine enge Bindung an Kloster Maulbronn und kamen als treue Gefolgsleute der Staufer zu weitläufigem Besitz und politischem Einfluss.

## Geschichte

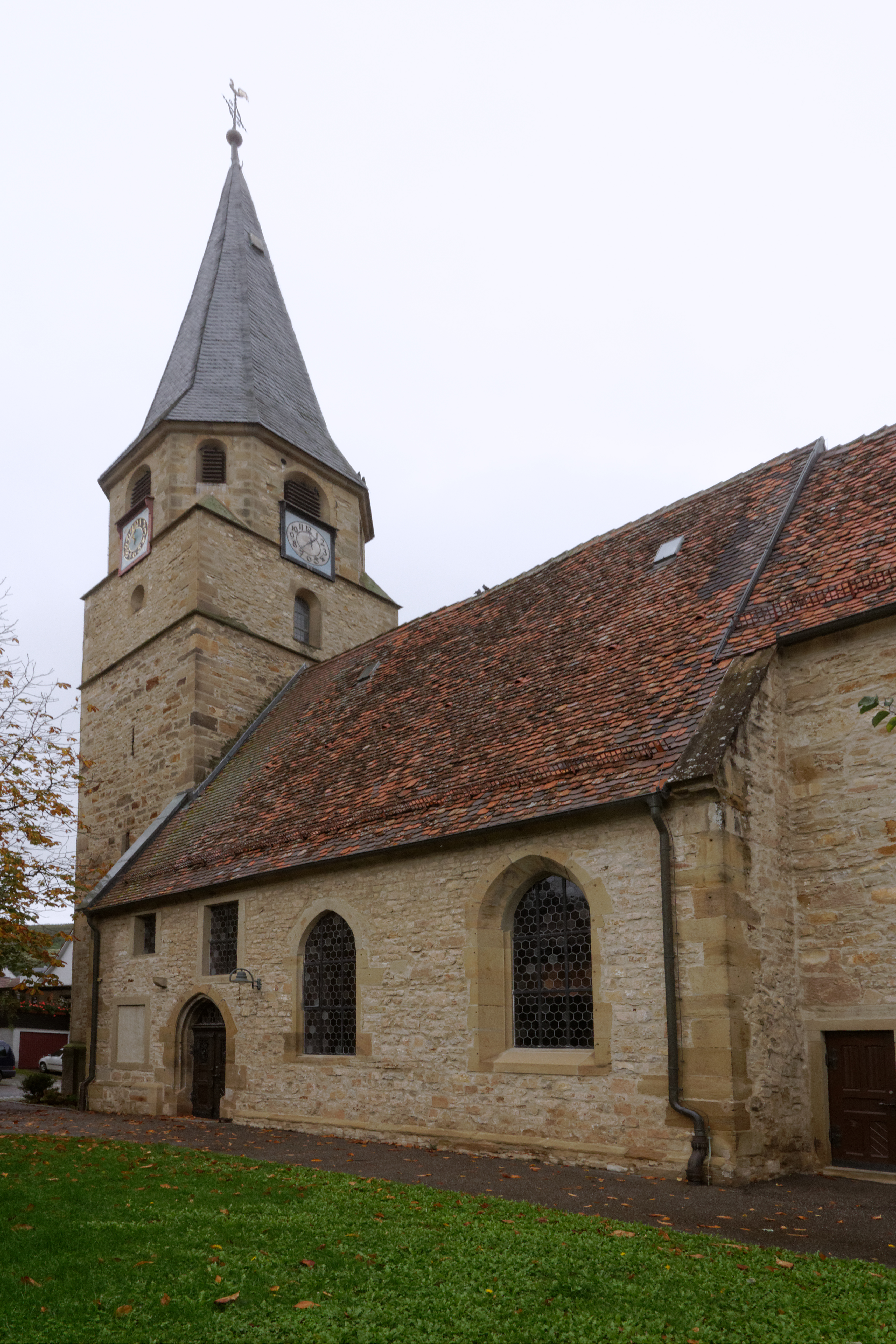
Teile der Martinskirche stammen noch aus der Ära der früheren Kirchherren

### Aufstieg an der Seite der Staufer
Das edelfreie Geschlecht, das wie die vermutlich mit ihnen verwandten Ebersteiner eine fünfblättrige Rose im Wappen führte, ist vom 12. bis ins 14. Jahrhundert nachweisbar. Erster urkundlich belegter Vertreter war Werner von Roßwag, der 1148 neben den edelfreien Walter von Lomersheim und Bertha von Grüningen an der Gründung des Klosters Maulbronn beteiligt war. Auch Kloster Hirsau verbuchte im 12. Jahrhundert die Stiftung mehrerer Güter durch die Roßwager. An ihrem Stammsitz wird ihnen der Bau der Martinskirche und zweier Burgen zugeschrieben.
1181 wurde erstmals ein Roßwager als Zeuge eines Staufers erwähnt, als Kaiser Friedrich I. in Eßlingen eine Urkunde zum Schutz des Klosters Denkendorf ausstellte. 1206 bezeugte ein „Wernherus de Rossewâk“ in Eßlingen einen Richtspruch König Philipps in einem Besitzstreit zwischen Ulrich von Iptingen und Kloster Maulbronn. Außerdem besiegelte dieser Werner am 29. Juni 1198 in Worms den Bündnisvertrag König Philipps mit König Philipp August von Frankreich gegen König Richard Löwenherz von England und den Gegenkönig Otto IV. Als enge Gefährten der Staufer kamen die Herren von Roßwag zu politischem Einfluss im Reich und mehrten ihren Lehen- und Eigenbesitz über den Enzgau hinaus vor allem im Ufgau, Pfinzgau und Kraichgau. So wurde Albert von Roßwag kaiserlicher Hofrichter von Friedrich II. und Berater König Heinrichs VII.
1243 trat „Heinricus de Roswach“ als Zeuge für den Bischof von Speyer und die Markgrafen von Baden auf. 1254 gehörten die Brüder Rudolf und Otto von Roßwag neben dem Grafen Gottfried von Calw einem Zwölfer-Gremium an, das den Streit um Weissach zwischen Kloster Maulbronn und dem Ritter Berthold Strubecho richten sollte. 1259 wurde Otto von Roßwag als Landrichter bezeichnet.
1279 verkauften „Werner von Rossewac“ und seine Frau Elisabet den Gebrüdern Werner und Werner Hopfin, Bürgern in Pforzheim, ihren Zehnten in Vaihingen um 100 Pfund Heller, indem sie ihnen denselben „auf offener Kaiserstraße resignierten“. Dazu erklärte Elisabet, offenbar die Erbin dieses Zehnten, dass sie den Käufern eidlich versprochen habe, sie hierzu weder vor geistlichem noch vor weltlichem Gericht belangen zu wollen. Als Zeugen dieses Verkaufs wurden unter anderen auch „Růdolfus iunior de Rossewac“ sowie „Reinhardus et Otto, fratres de Rossewac“ aufgeführt.
1281 verkaufte Petrissa, Witwe Ottos von Rosswag, dem Esslinger Katharinenspital den Albrechtshof in Illingen, benannt nach ihrem Schwiegervater Albrecht der Ältere von Rosswag, mit Zustimmung ihrer Söhne Rudolf und Otto. Unter den Zeugen waren außerdem Rudolf der Ältere von Rosswag, dessen Sohn Rudolf und sein Oheim Wernher sowie Dekan B[urchard] von Rosswag.

### Teilung des Stammsitzes
Gegen Ende des 13. Jahrhunderts gab es familiäre Streitigkeiten um den Kirchensatz der Roßwager Martinskirche. Rudolf von Roßwag löste deshalb 1283 die Ansprüche des Edlen Konrad von Wiesloch und dessen Frau Hiltrud gegen Zahlung von 150 Pfund Heller ab. Unter den Zeugen finden sich neben dem Dekan von Roßwag (vermutlich Burchard von Roßwag) die Brüder „Wernherus et Heinricus de Rosewach“. Nach einem weiteren Familienzwist kam es im Jahre 1300 zu einem bemerkenswerten Einschnitt am Stammsitz, als Rudolf von Roßwag sein Patronatsrecht an der Pfarrkirche mit Zustimmung seiner Frau und seines Bruders, dem hiesigen Pfarrer Burchard von Roßwag, dem Kloster Maulbronn übereignete. Um diese Zeit soll sich das Adelsgeschlecht bereits in eine Altroßwager und eine Neuroßwager Linie aufgeteilt haben. Auf letztere geht der Bau eines zweiten Stammsitzes zurück: die vor 1301 erbaute Burg Neuroßwag in Lienzingen.

### Abgang und Nachfolger
Mitte des 14. Jahrhunderts sollen beide ortsansässigen Linien des Geschlechts im Mannesstamm ausgestorben sein. Elisabeth, eine Erbtochter des 1341 verstorbenen Heinrich Wohlgemuts von Roßwag, brachte einen Teil des Allodialbesitzes in ihre Ehe mit einem Herren von Remchingen ein. Die Burg Altroßwag und die dazugehörenden Anteile am Dorf kamen an die verwandten Wolf und Jacob von Stein, die ihren Teil am 13. März 1394 an das hier bereits begüterte Kloster Maulbronn verkauften.
Die Burg Neuroßwag mit Anteilen an den Dörfern Lienzingen, Illingen, Schützingen, Zaisersweiher und Schmie war zuvor über die Schenken von Winterstetten an das Haus Württemberg gekommen, das am 20. Juni 1372 alles für 4000 Gulden an das Kloster Maulbronn unter Vorbehalt des Öffnungsrechts verpfändete und für die Pfandsumme (außer Geleit und Wildbann) demselben am 12. August 1394 unter der Bedingung veräußerte, dass die Burg abgerissen werde. Das Kloster konnte seinen Besitz hier noch durch weitere Erwerbungen von den Herren von Sturmfeder, von Bernhausen, von Höfingen und von Urbach abrunden, was auf Verwandtschaft mit den Roßwagern schließen lässt.
Äbtissin Elisabeth und die Chorfrauen des Klosters Oberstenfeld beurkundeten am 25. März 1351, dass Guta von Roßwag, „Chorfrau daselbst“, und deren verwitwete Schwester Elisabeth von Remchingen, mittlerweile Nonne des Klosters zu Lauffen, ihr Leibgeding aus Gütern zu Merklingen, welche das Kloster Herrenalb von ihrem Bruder Berthold von Roßwag († vor 1351), ehemals Weihbischof von Konstanz und Titularbischof von Perfeteon, erworben hatte, an Heinrich von Straßburg, Mönch des Klosters Herrenalb, um 20 Pfund Heller verkauft und wie das Kloster Oberstenfeld selbst auf alle Ansprüche auf jene Güter verzichtet haben.

## Burg Altroßwag
Die Stammburg Altroßwag war eine Höhenburg links über der Enzschlinge an der nordwestlichen Markungsgrenze von Roßwag (Lage: ⊙ auf 250 m ü. NHN), die vermutlich im 11. oder 12. Jahrhundert erbaut wurde, allerdings erst für 1301 urkundlich belegt ist.
Nachdem die Herren von Roßwag im Mannesstamm ausgestorben waren, kam die Burg über die Herren Wolf und Jacob von Stein an das Kloster Maulbronn, das es mangels Verwendung dem Verfall preisgegeben haben soll.
Von der Burg sind lediglich noch Mauer- und Grabungsreste erhalten, die wegen des benachbarten Steilabfalls eines Muschelkalkfelsens nicht öffentlich zugänglich sind.

## Burg Neuroßwag
Die im 13. Jahrhundert erbaute Burg Neuroßwag musste nach ihrem Verkauf 1394 abgerissen werden. Über den Ort, wo sich die Burg Neuroßwag befand, gab es seit dem 19. Jahrhundert mehrere Vermutungen. Paulus versuchte in seiner Oberamtsbeschreibung eine Annäherung anhand des Kapellenstandorts und überlieferter Flurnamen: Südlich von Roßwag, bei „einem eben an dem steilen Thalrande gegen die Enz gelegenen, schönen Punkte“, sah man 1856 von der ehemaligen Kapelle zum Heiligen Nikolaus noch Grundmauern sowie Reste einer Krypta und eines Umfassungsgrabens. Am Fuße dieses Bergvorsprungs wurde „ein leichter Ausläufer“ gegen die Enz „Auf der Burg“ genannt. „Nächst diesem kommt die Benennung „Burggarten“ vor und gegenüber auf dem jenseitigen Ufer der Enz liegen die Schloßwiesen.“ Nimmt man hingegen den Flurnamen „In der Burg“ auf der Urflurkarte von 1833 wörtlich, müsste Neuroßwag eine Wasserburg auf einem Werder der Enz gewesen sein. 
All diese Vermutungen wurden durch Heinz Burkhardt (2018) widerlegt, der in mehreren mittelalterlichen Urkunden fand, dass sich die Burg Neuroßwag gar nicht auf Roßwager Markung, sondern zwischen Lienzingen und Schützingen befand.